# Tigidia typica
Tigidia typica är en spindelart som först beskrevs av Embrik Strand 1907.  Tigidia typica ingår i släktet Tigidia och familjen Barychelidae.
Artens utbredningsområde är Madagaskar. Inga underarter finns listade i Catalogue of Life.